# NGC 6814
NGC 6814 este o seyfert 1 galaxy⁠(d) situată în constelația Vulturul. A fost descoperită în 1788 de către William Herschel. Se află la o distanță de 22,8 de megaparseci de Pământ.